# SV Anzegem
SV Anzegem was een Belgische voetbalclub uit Anzegem. De club was aangesloten bij de KBVB met stamnummer 6122 en had geel en rood als kleuren. De club werd opgericht in 1959 en speelde tot 2020 altijd in de provinciale reeksen. In 2020 promoveerde SV Anzegem onder leiding van trainer Franky Dekenne, voor het eerst naar de nationale reeksen. Sinds seizoen 2018-2019 start SV Anzegem ook met een 2e eerste ploeg, SV Anzegem B genaamd. In het seizoen 2022-2023 gaf SV Anzegem, ondanks een vijfde plaats in derde nationale VV A, algemeen forfait wegens financiële problemen. Ook SV Anzegem B gaf algemeen forfait in vierde provinciale C (West-Vlaanderen). Aanvankelijk was het de bedoeling om een doorstart te maken in vierde provinciale, maar die plannen gingen niet door omdat het stamnummer werd geschrapt.
De club speelde sinds 2003 in het stadion De 3 Kaven in Anzegem.
In 1975 won SV Anzegem de Beker van West-Vlaanderen. In 2008 verloor het de finale van Sassport Boezinge.

## Resultaten
| Seizoen | Klasse | Klasse | Klasse | Klasse | Klasse | Klasse | Klasse | Klasse | Klasse | Reeks                                                    | Punten                                                   | Opmerkingen                                                           |
|         | I      | I      | II     | III    | IV     | P.I    | P.II   | P.III  | P.IV   |                                                          |                                                          |                                                                       |
| ------- | ------ | ------ | ------ | ------ | ------ | ------ | ------ | ------ | ------ | -------------------------------------------------------- | -------------------------------------------------------- | --------------------------------------------------------------------- |
| 2005/06 |        |        |        |        |        |        |        | 2      |        | Derde prov. W-Vl                                         | 59                                                       |                                                                       |
| 2006/07 |        |        |        |        |        |        | 14     |        |        | Tweede prov. W-Vl                                        | 28                                                       |                                                                       |
| 2007/08 |        |        |        |        |        |        |        | 6      |        | Derde prov. W-Vl                                         | 46                                                       |                                                                       |
| 2008/09 |        |        |        |        |        |        |        | 4      |        | Derde prov. W-Vl                                         | 51                                                       | Deelname eindronde voor promotie + finalist Beker van West-Vlaanderen |
| 2009/10 |        |        |        |        |        |        |        | 4      |        | Derde prov. W-Vl                                         | 54                                                       | Winst in eindronde voor promotie                                      |
| 2010/11 |        |        |        |        |        |        | 11     |        |        | Tweede prov. W-Vl                                        | 39                                                       |                                                                       |
| 2011/12 |        |        |        |        |        |        | 7      |        |        | Tweede prov. W-Vl                                        | 40                                                       |                                                                       |
| 2012/13 |        |        |        |        |        |        | 13     |        |        | Tweede prov. W-Vl                                        | 30                                                       |                                                                       |
| 2013/14 |        |        |        |        |        |        | 2      |        |        | Tweede prov. W-Vl                                        | 55                                                       | Verlies in eindronde voor promotie tegen KVV Tielt                    |
| 2014/15 |        |        |        |        |        |        | 9      |        |        | Tweede prov. W-Vl                                        | 41                                                       |                                                                       |
| 2015/16 |        |        |        |        |        |        | 11     |        |        | Tweede prov. W-Vl                                        | 40                                                       |                                                                       |
|         | 1A     | 1B     | 1Am    | 2Am    | 3Am    | P.I    | P.II   | P.III  | P.IV   | Vanaf 2016-17 zijn er 3 nationale en 2 regionale niveaus | Vanaf 2016-17 zijn er 3 nationale en 2 regionale niveaus | Vanaf 2016-17 zijn er 3 nationale en 2 regionale niveaus              |
| 2016/17 |        |        |        |        |        |        | 11     |        |        | Tweede prov. W-Vl                                        | 38                                                       |                                                                       |
| 2017/18 |        |        |        |        |        |        | 8      |        |        | Tweede prov. W-Vl                                        | 41                                                       |                                                                       |
| 2018/19 |        |        |        |        |        |        | 2      |        |        | Tweede prov. W-Vl                                        | 70                                                       | Winst in eindronde voor promotie                                      |
| 2019/20 |        |        |        |        |        | 2      |        |        |        | Eerste prov. W-Vl                                        | 44                                                       | Competitie vervroegd beëindigd wegens Coronacrisis in België          |
| 2020/21 |        |        |        |        | N/D    |        |        |        |        | Derde klasse Am.                                         | N/D                                                      | Competitie vervroegd beëindigd wegens Coronacrisis in België          |
| 2021/22 |        |        |        |        | 11     |        |        |        |        | Derde klasse Am.                                         | 35                                                       |                                                                       |
| 2022/23 |        |        |        |        | -      |        |        |        |        | Derde klasse Am.                                         | -                                                        | Algemeen forfait                                                      |

## Trainers
- 1988-1989:  Gerrit Laverge
- 1997-199:8  Dirk Hombecq.
- 2007-2008:  Stefaan Maroy
- 2008-2009:  Stefaan Maroy,  Andy Dejaeghere
- 2009-2010:  Andy Dejaeghere
- 2010-2011:  Jürgen Muylaert
- 2011-2012:  Jürgen Muylaert,  Andy Dejaeghere
- 2012-2013:  Andy Dejaeghere
- 2013-2014:  Andy Dejaeghere
- 2014-2015:  Filip Bossaert
- 2015-2016:  Filip Bossaert
- 2016-2017:  Krist Furniere
- 2017-2018:  Krist Furniere,  Francky Cieters,  Franky Dekenne
- 2018-2019:  Franky Dekenne
- 2019-2020:  Franky Dekenne
- 2020-2021:  Fanny Schamp
- 2021-2022:  Fanny Schamp
- 2022-2023:  Pascal Verriest